# Arctodiaptomus kamtschaticus
Arctodiaptomus kamtschaticus é uma espécie de crustáceo da família Diaptomidae.
É endémica da Rússia.